# Platycytoniscus spinosus
Platycytoniscus spinosus är en kräftdjursart som beskrevs av Johann Moritz David Herold 1931. Platycytoniscus spinosus ingår i släktet Platycytoniscus och familjen Philosciidae. Inga underarter finns listade i Catalogue of Life.